# Atractus major
Atractus major е вид змия от семейство Смокообразни (Colubridae). Видът не е застрашен от изчезване.

## Разпространение и местообитание
Разпространен е в Боливия, Бразилия, Венецуела, Еквадор, Колумбия и Перу.
Обитава тропически райони, гористи местности, планини, склонове и степи.